# Maija Karhi
Maija Karhi (18 de marzo de 1932 – 28 de mayo de 2018) fue una actriz teatral, cinematográfica y televisiva finlandesa.

## Biografía
Nacida en Turku, Finlandia, sus padres eran la actriz Kirsti Karhi y el director teatral Akseli Karhi. Maija Karhi se formó en la Escuela de Teatro (Teatterikoulun) en 1950–1953, donde estudió con Marita Nordberg y Pentti Siimes. Tras su graduación obtuvo un puesto en el Intimiteatteri de Mauno Manninen, donde actuó en los años 1950, trabajando también en el Teatro Nacional de Finlandia y en el grupo teatral femenino Raivoisat Ruusut.
Aunque Karhi fue sobre todo conocida como actriz teatral, también trabajó para el cine y la televisión. Por sus actuaciones obtuvo dos Premios Jussi: el primero por la película de Erik Blomberg Kun on tunteet (1954), y el segundo por la producción de Veikko Itkonen Vaarallista vapautta (1962).
Maija Karhi falleció a causa de una breve enfermedad en Helsinki, Finlandia, en 2018, a los 86 años de edad. Había estado casada con Lauri Kärävä desde 1958 hasta la muerte de él en 1996.

## Filmografía (selección)
- 1951 : Sadan miekan mies
- 1952 : Suomalaistyttöjä Tukholmassa
- 1952 : Kaikkien naisten monni
- 1953 : Siltalan pehtoori
- 1953 : Maailman kaunein tyttö
- 1954 : Oi, muistatkos...
- 1954 : Minä soitan sinulle illalla
- 1954 : Kun on tunteet
- 1955 : Näkemiin Helena
- 1956 : Tyttö tuli taloon
- 1956 : Ratkaisun päivät
- 1957 : Vääpelin kauhu
- 1957 : Pää pystyyn Helena
- 1957 : Kuriton sukupolvi
- 1958 : Paksunahka
- 1958 : Murheenkryynin poika
- 1958 : Kahden ladun poikki
- 1960 : Pekka ja Pätkä neekereinä
- 1960 : Nina ja Erik
- 1960 : Molskis, sanoi Eemeli, molskis!
- 1960 : Kaks' tavallista Lahtista
- 1960 : Autotytöt
- 1961 : Olin nahjuksen vaimo
- 1961 : Kultainen vasikka
- 1962 : Vaarallista vapautta
- 1962 : Älä nuolase...
- 1968 : Vain neljä kertaa
- 1968 : Äl' yli päästä perhanaa
- 1969 : Koko kaupungin Vinski (TV)
- 1970 : Vinski ja Vinsentti (TV)
- 1979 : Ihmemies
- 1995-1997 : Kotikatu (serie TV)